# ماجراهای مارکو پولو (انیمیشن)
ماجراهای مارکو پولو (به ژاپنی: マルコ・ポーロの冒険  Marco Polo no Bouken) نام انیمه ای است ژاپنی که بر اساس سفرهای مارکو پولو توسط دو شرکت مدهاوس و ام‌کی در ۴۳ قسمت ۳۰ دقیقه‌ای تولید و از شبکهٔ ان‌اچ‌کی ژاپن از ۱۹۷۹ تا ۱۹۸۰ پخش گردیده است. همچنین قسمتهایی از این سریال در اوایل دههٔ شصت خورشیدی از برنامهٔ کودک و نوجوان شبکهٔ ۲ سیمای جمهوری اسلامی ایران پخش شده‌است. موسیقی این مجموعه، بعلاوه‌ی ترانه‌ها و آوازهایش، اثر کِی اوگورا و کوسوکه اونوزاکی است که در استودیوی شرکت کیتی-رکوردز ضبط شده؛ ولی دو آهنگِ باکلام تیتراژ ابتدایی و انتهایی مجموعه، در نوارکاستِ فیلم-داستانیِ آن در سال ۱۹۸۰، با صدای "کویچی کاوازو" در استودیوی شرکت نیپون-کلمبیا ضبط شده‌است. آهنگ تیتراژ نوستالژیک این مجموعه‌ی کارتونی در پخش تلویزیونی ایران، اثر "کوسوکه اونوزاکی" (Kosuke Onozaki) است؛ و بخشی از تِم و نوای «آغاز سفر طولانی» در طرف اوّلِ نوارکاستِ مذکور، با عنوان اصلی ژاپنی: ｢はるかなる旅立ち｣

## ساختار
مجموعهٔ مارکوپولو تلفیقی است از انیمیشن و فیلم مستند که متناسب با مناطقی که پولوها از آن عبور می‌کنند پخش می‌شود تا بینندگان با آداب و رسوم و نحوه زندگی مردم آن مناطق بیشتر آشنا شوند. در هنگام پخش فیلم مستند، راوی مجموعه توضیحاتی دربارهٔ آنان می‌دهد.

## شخصیت‌ها
| شخصیت‌های اصلی | شخصیت‌های نیمه اصلی  | شخصیت‌های فرعی |
| ------------- | ------------------- | ------------- |
| مارکو پولو    | قوبلای خان          | فلورا         |
| نیکولو پولو   | آچمد                | بایان         |
| ماتئو پولو    | کوگاتای             | ناخدا عبدل    |
|               | شریف                | چاپاندو       |
|               | اروجی               | خدیف          |
|               | شاهزاده‌خانم کوکاچین |               |

## داستان
نیکولو پولو، بازرگان ونیزی، پس از ۱۳ سال همراه با برادر خود ماتئو با پیامی از قوبلای خان، خاقان چین، به زادگاه خود باز می‌گردد و از مرگ همسرش باخبر می‌شود. مارکو پولو در ابتدا روی خوش به او نشان نمی‌دهد زیرا پدرش را مقصر این اتفاق می‌داند ولی با سخنان عمه‌اش فلورا این ارتباط به گرمی گراییده و مارکو راغب به همسفر شدن با آن‌ها می‌شود. پیش از سفر نیکولو پولو به واتیکان رفته و خواسته‌های خان بزرگ را مطرح می‌کند. کوبلای خان به منظور گسترش رابطهٔ دو کشور خواهان فرستاده شدن دو راهب آشنا به هنرهای ۷‌ گانه و مقداری از روغنیست که بر سر مزار مقدس می‌سوزد. راهبان در ابتدا این امر را توهین به مقدسات قلمداد کرده و با خواستهٔ خان مخالفت می‌کنند ولی سرانجام پولوها با ۲ راهب و روغن مقدس در سال ۱۲۷۱ میلادی به سمت چین حرکت می‌کنند.
در طول مسیر ماجراهای گوناگونی برایشان روی می‌دهد و مارکو تمام این موارد را یادداشت کرده و نقشهٔ مسیر راه‌هایی که پیموده‌اند را می‌کشد. سرانجام پولوها به مقصد رسیده و به بارگاه قوبلای خان شرفیاب می‌شوند. البته دیگر آن دو راهب را همراه ندارند ولی توانسته‌اند روغن مقدس را با خود بیاورند. قوبلای خان شیفتهٔ هوش مارکو پولو می‌شود؛ زیرا او می‌تواند ابتدای تنهٔ درخت زرینی که خوردنش عمر را جاودان می‌سازد را از انتهای آن که سمی است مشخص نماید و او را به خدمت خود می‌گیرد. اما صدراعظمِ خان آچمد از این موضوع ناخرسند است و با کارشکنی سعی در غیرقابل اطمینان نشان دادن مارکو پولو دارد ولی سرانجام خودش به دست یکی از دشمنانش کشته می‌شود.
سال‌ها می‌گذرد و نیکولو و ماتئو پولو دلتنگ وطن شان می‌شوند و می‌خواهند بازگردند، مارکو از خان بزرگ تقاضا می‌کند تا به هر سه نفرشان اجازهٔ رفتن دهد ولی خان مخالفت کرده و می‌گوید تنها پدر و عموی مارکو اجازهٔ رفتن دارند و او باید بماند. سرانجام با رفتن مارکو نیز موافقت می‌شود ولی او درکنارش باید مأموریتی دیگر را نیز به پایان برساند و آن همراهی شاهزاده خانم کوکاچین تا ایران و دربار ارغون شاه است. بالاخره پولوها به اروپا می‌رسند. پس از مدتی مارکو می‌خواهد که دوباره به چین باز گردد ولی برخلاف ۲۵ سال پیش که سفرش با موفقیت به انجام رسید، این بار او گرفتار شورشیان جنووا می‌شود که با دولت ونیز در ستیزند و به زندان می‌افتد. در آنجا مارکو یادداشت‌ها و خاطرات سفرش به شرق را در قالب کتابی با عنوان «سفرهای مارکو پولو» به رشتهٔ تحریر در می‌آورد که راهنمایی می‌شود برای بازرگانان و دیگران، تا مسیر بهتری را در طول جادهٔ ابریشم برگزینند و با مشرق زمین آشنا شوند.

## فهرست قسمت‌ها
| اپیزود | عنوان                        | اپیزود | عنوان                       |
| ------ | ---------------------------- | ------ | --------------------------- |
| ۱      | «آغاز سفری طولانی»           | ۲۳     | «خان بزرگ»                  |
| ۲      | «در جستجوی روغن مقدس»        | ۲۴     | «مأموریت سری»               |
| ۳      | «دو راهب»                    | ۲۵     | «هیولای کارایان»            |
| ۴      | «وداع، ستارهٔ نِفدو»           | ۲۶     | «غازهای وحشی»               |
| ۵      | «آتش شیطان»                  | ۲۷     | «سلاح سری»                  |
| ۶      | «کاروناس دزد صحرا»           | ۲۸     | «راز مقبرهٔ سلطنتی»          |
| ۷      | «لوحهٔ طلایی»                 | ۲۹     | «خشم یانگ تسه»              |
| ۸      | «فانتزی بغداد»               | ۳۰     | «گنجینهٔ چیپانگو»            |
| ۹      | «پسر گمشده»                  | ۳۱     | «حمله به چیپانگو»           |
| ۱۰     | «درهٔ حشّاشین»                 | ۳۲     | «مرگ آچمد»                  |
| ۱۱     | «بادهای سوزان هرمز»          | ۳۳     | «مأموریت تازه‌ای برای مارکو» |
| ۱۲     | «فرش عشق»                    | ۳۴     | «خشم توفان»                 |
| ۱۳     | «دوست زرتشتی»                | ۳۵     | «خشم فیل بزرگ»              |
| ۱۴     | «شورش»                       | ۳۶     | «خطراتی در تنگهٔ مالاکا»     |
| ۱۵     | «درهٔ وهم‌انگیز»               | ۳۷     | «راز جنگل»                  |
| ۱۶     | «رنگ زندگی»                  | ۳۸     | «میراث راجا»                |
| ۱۷     | «چاپاندوهای افسانه‌ای»        | ۳۹     | «دسیسه»                     |
| ۱۸     | «کوهستان سخت‌گذر پامیر»       | ۴۰     | «معجزهٔ معبد متحرک»          |
| ۱۹     | «سوارکار تینشان»             | ۴۱     | «پیوند پدر و پسر»           |
| ۲۰     | «ارواح پلید بیابان»          | ۴۲     | «سفر بزرگ»                  |
| ۲۱     | «توطئه»                      | ۴۳     | «آخرین سفر مارکو پولو»      |
| ۲۲     | «پرچم ناشناختهٔ مهتزز در باد» |        |                             |